# اماناکانتاندی
اماناکانتاندی (به انگلیسی: Amanakkanthondi) یک منطقهٔ مسکونی در هند است که در تامیل نادو واقع شده‌است.

## خصوصیات
اماناکانتاندی ۱٬۱۱۱ نفر جمعیت دارد.